# 塞尔维利峰
塞尔维利峰 (羅馬化：Kyparissovouno) 是未获国际普遍承认的北塞浦路斯最高点，海拔1,024米,位于凯里尼亚山脉。